# باري برمان
باري برمان (بالإنجليزية: Barry Burman)‏ هو رسام بريطاني، ولد في 14 يونيو 1943 في بيدفورد في المملكة المتحدة، وتوفي في 17 فبراير 2001 في ورك في المملكة المتحدة.